# Antje Kind-Hasenclever
Antje Kind-Hasenclever (* 12. November 1909 in Bielefeld; † 25. Dezember 1985 in Rotenburg an der Fulda) war eine deutsche Widerstandskämpferin gegen den Nationalsozialismus.

## Leben

### Kindheit und Jugend
Antje Hasenclever kam 1909 als drittes von fünf Kindern eines Textilfabrikanten in Bielefeld auf die Welt. Der Vater betrieb dort ein Sonderhaus für Damenbekleidung und Kleiderstoffe. Sie wuchs in einem gut behüteten, intellektuell und künstlerisch interessierten Haushalt auf. Die Familie war entfernt mit dem Maler Christian Rohlfs verwandt, mit dem ein reger Austausch herrschte. Hasenclever verließ die Schule mit 15 ohne Abschluss. Sie besuchte die Kunstgewerbeschule mit dem Hauptfach Textilgewerbe. Im November 1928 legte sie die Gesellenprüfung im Stickerhandwerk ab. Die Meisterprüfung folgte zwei Jahre später, womit sie automatisch die Mittlere Reife zuerkannt bekam. Zunächst arbeitete sie in der Plüschfabrik Meyers, wechselte dann aber an das Kunstgewerbliche Atelier von Gertrude Meyer, eine kleine Berufsschule in Unna. Dort verdiente sie jedoch nur wenig Geld. Sie zog anschließend nach Berlin und begann eine Beziehung mit Robert Havemann.

### Ehe und Weg in den Widerstand
Antje Hasenclever fand in Berlin keine Anstellung. 1934 ehelichte sie Robert Havemann. Das Paar lebte vor allem vom Gehalt des Chemikers, der zwar noch in der Promotion steckte, aber von einer Erfindung leben konnte. Robert Havemann, der 1932 Mitglied der KPD wurde, begann bereits kurz nach der Machtergreifung sich im Widerstand gegen den Nationalsozialismus zu engagieren. Antje Havemann unterstützte ihren Mann und half ihm unter anderem dabei, belastendes Material zu vernichten. In ihrer Wohnung versteckten sie außerdem 1933 den bulgarischen Kommunisten Wassil Tanew. Antje, damals noch Hasenclever, wurde dabei zum ersten Mal verhaftet und verhört. Sie gab den Verstoß zu, durfte aber gehen und warnte alle Bekannten vor einer drohenden Vergeltungswelle der Nationalsozialisten. Das Paar stellte seine Wohnung trotz des gestiegenen Drucks verfolgten Kommunisten und später auch Juden zur Verfügung.
Das Paar blieb in Berlin. Sie schlossen sich Neu Beginnen an, wobei Antje Havemanns Rolle in der Organisation nicht ganz geklärt werden konnte. Das Paar entging der großen Verhaftungswelle 1938, da sie zu diesem Zeitpunkt nicht in Berlin waren. Robert Havemann gründete die Widerstandsgruppe Europäische Union. Auch Antje Havemann engagierte sich sowohl politisch als auch karitativ in der Widerstandsgruppe und sie war häufig bei den konspirativen Treffen anwesend. Der Verhaftungswelle im September 1943 entging sie, da sie bei Freunden in Nidda war. Sie verließ Berlin bereits im August 1943, da die Ehe mit Robert angespannt war. Zum einen belastete die Widerstandstätigkeit das Eheleben, zum anderen konnte das Paar keine Kinder bekommen. Als sie von der Verhaftung von Robert erfuhr, fuhr sie zunächst nach Bielefeld zu ihrem Vater, um einer Verhaftung zu entgehen. Nach einer Woche kehrte sie nach Berlin zurück, wo sie untertauchte. Sie übernachtete bei Freunden und schlug sich mit Enno Kind durch, der ebenfalls dem Widerstand angehörte, und dessen Frau verhaftet wurde. Enno Kind sollte dem Paar bereits vorher aus der ungewollten Kinderlosigkeit helfen, da die Kinderlosigkeit an Robert lag. Sie wohnten eine Zeitlang in ihrer verlassenen Wohnung, die nicht mehr überwacht wurde. Allerdings wurden die beiden zwei Monate später ausgebombt.
Sie zogen in eine verlassene Wohnung und Antje Havemann meldete sich wieder bei den Behörden, um an Lebensmittelmarken zu kommen, während Kind weiter versteckt blieb. So konnte sie auch wieder zu Robert Kontakt aufnehmen, der am 15. Dezember 1943 zum Tode verurteilt wurde. Er entging der Vollstreckung jedoch, da seine Tätigkeit als Chemiker für die Entwicklung neuer Waffen für kriegswichtig gehalten wurde. Antje Havemann bekam am 15. Mai 1944 eine Tochter.

### Nach dem Krieg
Antje Havemann und Enno Kind blieben bis zum Ende des Krieges in Berlin. Am 10. August 1945 kam eine zweite Tochter des Paares zur Welt. Enno Kind fand eine Anstellung bei der Bezirksverwaltung in Zehlendorf. Antje Havemann ließ sich von Robert scheiden und wurde als Opfer des Faschismus anerkannt. Enno Kinds eigene Ehe wurde noch während der Nazizeit geschieden. Seine Exfrau ließ sich von ihm scheiden, um aus der Haft freizukommen und behauptete, sie habe nur auf seine Anweisungen hin konspirativ gearbeitet. Kind arbeitete ab Mitte 1946 als Journalist für das Neue Deutschland und wurde Mitglied der neu gegründeten SED. Am 12. November 1947 heiratete das Paar. Das Eheglück war jedoch nur von kurzer Dauer. Enno Kind brach mit der SED und sollte sich vor dem SMAD verantworten. Er befürchtete eine Verschleppung in die UdSSR und floh stattdessen nach Zürich, und anstatt seine Familie nachzuholen, blieb er bei seiner ersten Familie.
Antje Havemann-Kind floh schließlich ebenfalls aus der DDR und kam über Umwege im Sommer 1950 nach Düren, wo sie bei einem befreundeten Architektenehepaar unterkam. Kurz darauf stand sie auf eigenen Füßen und erhielt eine feste Anstellung als Stickmeisterin an der Werkkunstschule Aachen. Daneben arbeitete sie als Gestalterin für eine Papierfabrik und für die Glashütte Peill und Putzer. Außerdem engagierte sie sich im Dürener Museumsverein. Die Ehe mit Enno Kind wurde 1954 offiziell geschieden.
1972 beendete sie ihre berufliche Laufbahn nach einem schweren Schlaganfall, von dem sie sich allerdings wieder erholte. Sie reiste sehr viel und versuchte in Düren ein Spielzeugmuseum aufzubauen. Dazu kam es jedoch nicht mehr. Sie starb am 25. Dezember 1985 im Alter von 76 Jahren.

## Weblink
- Frauke Geyken: Antje Kind-Hasenclever auf FemBio